# Pangaloan
Pangaloan is een bestuurslaag in het regentschap Samosir van de provincie Noord-Sumatra, Indonesië. Pangaloan telt 775 inwoners (volkstelling 2010).